# Parque eólico

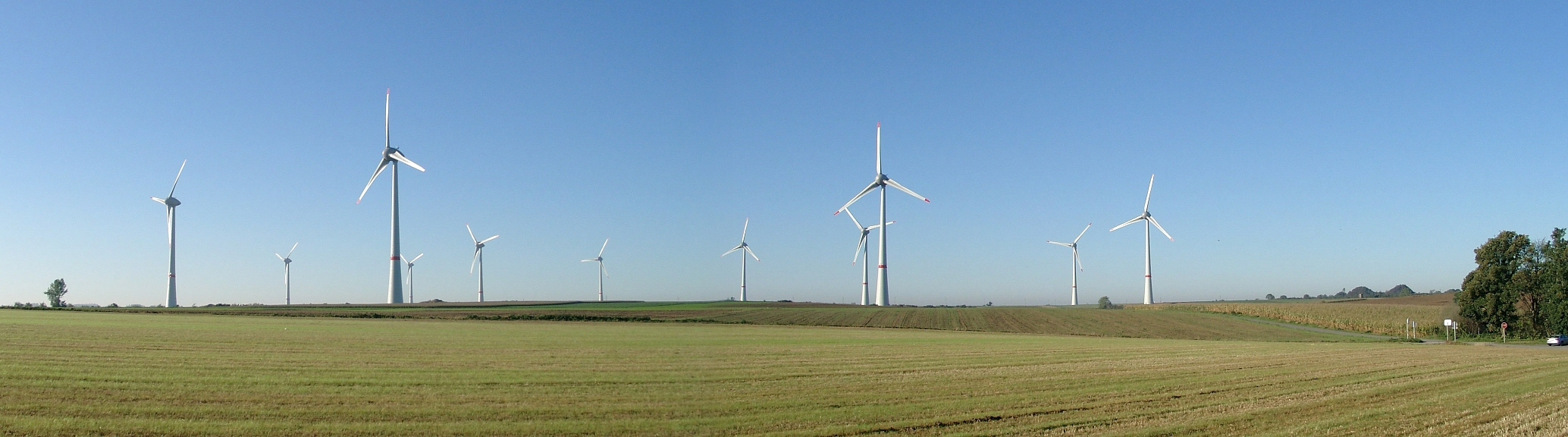
Estreno mundial: 11 aerogeneradores de 7,5 MW Enercon E126 de viento Estinnes, Bélgica, 10 de octubre de 2010.

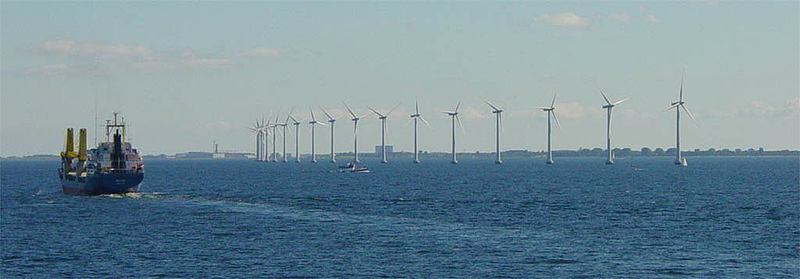
Parque eólico en el mar, en Copenhague.

Un parque eólico es una agrupación de aerogeneradores que transforman la energía eólica en energía eléctrica.
Los parques eólicos se pueden situar tanto en tierra, en cuyo caso se denominan «parques [eólicos] terrestres», como sobre superficies acuáticas, llamados entonces «parques [eólicos] marinos».
El número de aerogeneradores que componen un parque es muy variable, y depende fundamentalmente de la superficie disponible y de las características del viento en el emplazamiento.

## Parques eólicos terrestres
Para llevar a cabo la instalación de un parque eólico se realiza un estudio en profundidad y un proyecto en el que se tienen en cuenta los siguientes aspectos:
- Velocidad y dirección del viento en el emplazamiento elegido. Para ello se estudian los datos de los atlas eólicos  y se realizan mediciones in situ durante, al menos, un año. Para ello se instalan veletas y anemómetros. Con los datos recogidos se traza una rosa de los vientos que indica las direcciones predominantes del viento y su velocidad. De la velocidad del viento depende la producción anual de energía que se va a suministrad a la red de distribución.
- Viabilidad financiera del proyecto: se tendrán en cuenta el coste inicial y recurrente del proyecto, la financiación y consideraciones relacionadas con el alquiler del terreno en el que se va a ubicar el parque y la orografía del terreno.  La instalación de las turbinas y torres de medición, de grandes medidas, puede suponer una costosa complicación en terrenos accidentados.
- Estudio de interconexión a la red: la proximidad de subestaciones de distribución de energía para conectar el parque con la red eléctrica y evitar pérdidas en el transporte de la energía.
- Estudio medioambiental:os parques eólicos se instalarán, a ser posible, alejados de zonas naturales de espacios protegidos y se tendrán en cuenta el impacto del parque en la fauna, la flora y las rutas migratorias.
- Dimensionado del parque realizando una estimación de la producción de cada generador instalado y seleccionando las turbinas que mejor se adapten al a condiciones locales y objetivos del proyecto.
- Proyecto de obra para la planificación de la construcción del parque eólico.
- Permisos gubernamentales

Según datos de la Agencia Internacional de la Energía, en 2022 se han producido 2.129 TWh de electricidad de origen eólico y se espera que en 2023 la energía eólica producida en los parques eólicos terrestres alcance los 2.388 TWh.

## Parques eólicos marinos
La construcción de un parque eólico marino, habitualmente, es más complejo y costoso que un parque eólico terrestre. Una de las principales ventajas de este tipo de parques es que su ubicación garantiza vientos más constantes y de mayor intensidad.
Los parques eólicos marinos pueden ser parques eólicos con estructuras flotantes o con estructuras fijadas al lecho marino. 
En la planificación de este tipo de parques, además del estudio del régimen de vientos, los estudios ambientales, el estudio de viabilidad financiera, de interconexión a la red, dimensionado y proyecto de obra; se realiza un estudio geotécnico del lecho marino para poder planificar la instalación de las estructuras de soporte de los aerogeneradores y del resto de la instalación. 
En este tipo de parques se requiere del diseño de una subestación marina para recoger la electricidad de las turbinas y transportarlas a tierra de una manera eficiente. 
El transporte de la energía del parque eólico hasta la red eléctrica situada en tierra se realiza a través de cables submarinos. 
Según la Agencia Internacional de la Energía, la capacidad de producción de energía eólica marina, ascendió en 2020 hasta los 34 GW a nivel mundial y se espera que llegue hasta los 107 83GW en 2023. En 2019, esta misma agencia realizó un estudio para evaluar el potencial técnico de la energía eólica por país y demostró que se podría llegar a producir cerca de 36.000 TWh, una producción próxima a la demanda mundial de electricidad prevista para 2040.

## Parques eólicos del mundo
La energía eólica instalada en el mundo aumentó hasta los 906 GW en 2022, siendo los principales mercados del mundo. China abandera la clasificación de países por potencia terrestre instalada con un 40 % de la potencia mundial, seguida de Estados Unidos con un 17 %, Alemania con un 7 %, la India con un 5 % y España con un 4 %.
En cuanto a la potencia marina, en 2022, China acumuló un 48 % de la potencia mundial, seguida de Reino Unido con un 22 % y Alemania con un 13 %.
El mayor parque eólico del mundo se encuentra situado en el mar del Norte, a 89 km de Reino Unido. El Hornsea es un parque eólico marino desarrollado en dos fases con una capacidad total de 2500MW (datos 2023). La fase 2 de este parque , de 1,3GW de capacidad, cuenta con 165 aerogeneradores que elevan sus palas hasta los 200 metros por encima del nivel del mar. El parque eólico Hornsea puede proporcionar energía a 2,5 millones de hogares en Reino Unido.
En China se encuentran varios parques eólicos terrestres con capacidad de 1000MW cada uno de ellos: el primero de ellos situados en Toahemu, Mongolia; y el segundo de ellos ubicado en la isla de Hainan (datos de 2023).
En Estados Unidos, el parque eólico de Roscoe, en Texas, cuenta con más de 600 turbinas eólicas y una capacidad de producción de 781MW.

### Europa

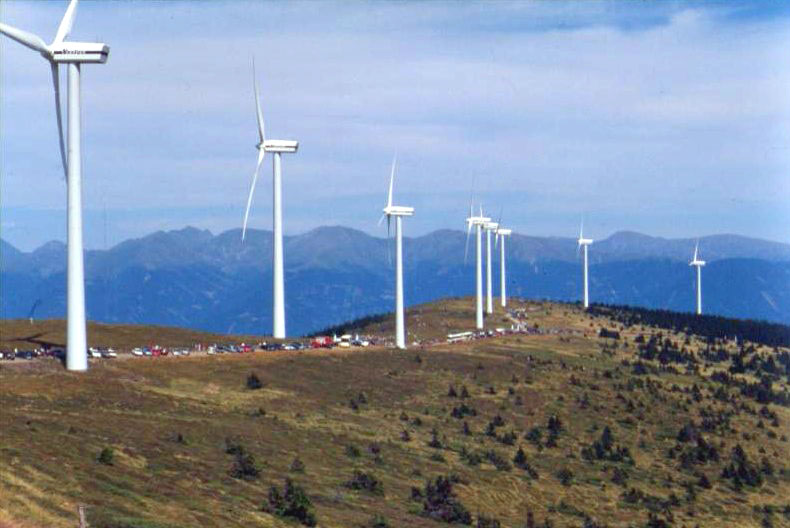
Parque eólico de Tauern, Austria.

La Unión Europea tiene unos objetivos ambiciosos en términos de reducción de emisiones de carbono y desde 2008 está implementando medidas para conseguir una reducción de los gases de efecto invernadero y aumentar la cuota de energía renovables donde la energía eólica desempeña un papel fundamental. En septiembre de 2022, el Parlamento Europeo se planteó el objetivo de alcanzar en 2030 una producción energética del 45% basado en fuentes renovables.
Las políticas adoptadas por las instituciones gubernamentales europeas han promovido el desarrollo de las energías renovables y de la energía eólica. Entre los principales países productores de energía eólica en 2022 a nivel mundial, encontramos dos países europeos: Alemania y España en tercer y quinto lugar respectivamente. 
En el campo de la producción de energía eólica marina, Reino Unido genera el 22 % de la potencia mundial gracias a su red de parques eólicos situados en el mar del Norte.
Alemania ocupa el tercer lugar en el ranking de países productores de energía eólica terrestre (datos 2022) y hasta 2021 fue el tercer país con mayor número de turbinas de viento alojadas en su territorio, tras China y Estados Unidos
Según datos de 2024, los mayores parques eólicos terrestres operativos en Europa son el parque eólico sueco de Markbygden, capaz de generar, gracias a sus 179 turbinas, una potencia nominal superior a 650MW y el de Adamdel, en Rumanía, con una capacidad de 600MW.

#### España
España fue uno de los países europeos pioneros en relación con proyectos de parques eólicos. En 1984, el segundo parque eólico en todo el territorio europeo se construyó en la zona de Alt Empordà, Cataluña, con el objetivo de demostrar la utilidad en el uso de la energía del viento para producir una corriente eléctrica centralizada. Contaba con cinco aerogeneradores, con una potencia de 24 kilovatios cada uno. A día de hoy, este parque ya no existe ni han quedado restos de sus aerogeneradores, demostrando la reversibilidad de las energías renovables.

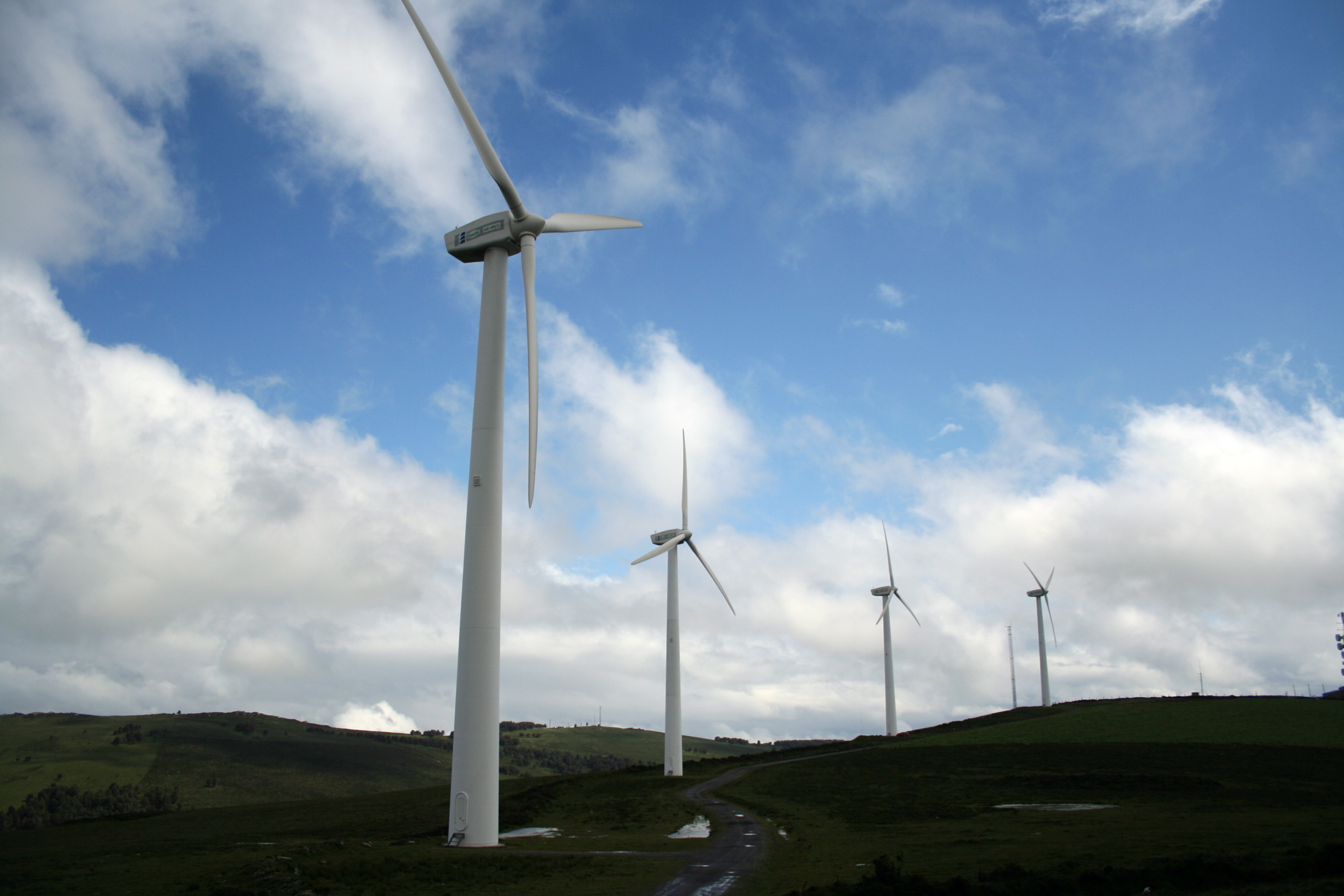
Parque eólico en Picu el Gallo en Tineo, Asturias.

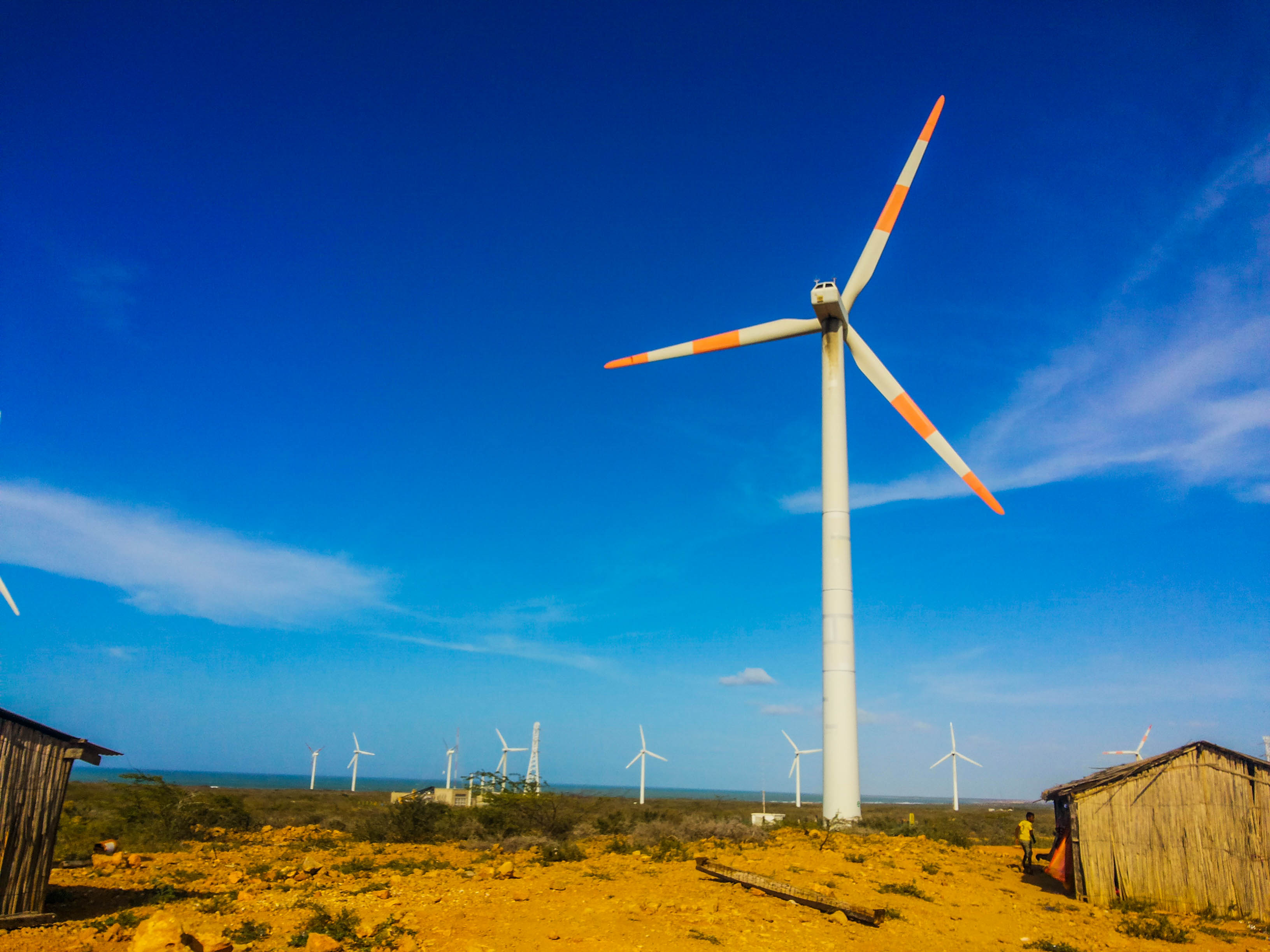
Parque eólico Jepírachi. Aerogenerador, junto a casas de la etnia Wayúu, en el Desierto de La Guajira, Colombia.

En 2023 la energía eólica fue la segunda fuente de generación eléctrica en España cubriendo más del 24% de la demanda energética del país con una producción de 61.069GWh. Con 1.345 parques eólicos instalados que ofrecen una potencia de 29.813MW, España se sitúa como el quinto país mundial por potencia eólica tras China, Estados Unidos, Alemania e India.

#### URSS
En la URSS, se planeaba el uso de la energía eólica a principios de la década de 1920 (el uso de la energía eólica para sistemas de riego en la región de Bakú se mencionó en una carta de V. I. Lenin en abril de 1921). La primera central eólica de la URSS se construyó en 1931 en Balaklava. Tras la invasión del Eje contra la URSS, fue destruida durante la ocupación de la península de Crimea por parte de los invasores del Eje. En 1951, la Fábrica Electromecánica "Ural" inició la producción en masa de aerogeneradores estándar para granjas colectivas. En 1958 se inventaron dos nuevos modelos de parques eólicos: el pequeño VEA-1, de 50 kilogramos de peso (se utilizó para una radio) y el potente VEA-2 (se utilizó para la iluminación eléctrica de 250 casas). En el período 1945-1970, se fabricaron más de 40 mil aerogeneradores en la URSS, la mayoría de ellos se instalaron en zonas rurales en granjas estatales y granjas colectivas.
A principios de los años 1980, en la URSS se desarrolló un plan para construir plantas de energía eólica para proporcionar energía a instalaciones autónomas en el extremo norte (cuya construcción iba a ser realizada por constructores militares). Más tarde, en la orilla del río Desná, en el distrito de Vyshgorod de la región de Kiev, se construyó una planta de energía experimental con varios aerogeneradores.

### América

#### Argentina
Argentina tiene 2,6GW de potencia eólica instalada a finales de 2020.
Entre los parques más importantes se encuentran:
- Parque eólico Madryn (Chubut)
- Parque eólico Diadema (Chubut)
- Parque eólico Loma Blanca (Chubut)
- Parque eólico Rawson (Rawson - (Chubut)
- Parque eólico Arauco (Aimogasta - La Rioja)
- Parque eólico Antonio Morán (Comodoro Rivadavia - Chubut)

#### Brasil
Brasil tenía una capacidad instalada de 22 GW en julio de 2022 (superior a la de la Usina de Itaipu, al cierre de 2021 había más de 750 parques eólicos y más de 10.000 aerogeneradores, equivalentes al 10,95% de la capacidad energética instalada en el país.

#### Colombia
En 2022, Colombia tenía una capacidad instalada de 510 MW, siendo la región de Guajira la que mayor potencial eólico presenta.
- Parque eólico la Guajira
- Parque eólico Jepírachi

#### Chile
En marzo de 2022 Chile tiene instalado 3.811MW de potencia en energía eólica en proyectos ya en operación que lograron cubrir un 12% de la demanda energética total. Un estudio publicado en 2018, aseguraba que Chile tiene potencial para producir 44 GW de energía eólica.
En 2021 se llevó a cabo el anuncio de la construcción de un parque eólico en el desierto de Atacama, con una capacidad de 780MW.
Algunos parques son:
| - Parque eólico Alto Baguales - Parque eólico Aurora - Parque eólico Cabo Leones I - Parque eólico Cabo Leones II - Parque eólico Cabo Negro - Parque eólico Canela I - Parque eólico Canela II - Parque eólico Cebada | - Parque eólico Cerro Coihué - Parque eólico Cuel - Parque eólico El Arrayán - Parque eólico El Pacífico - Parque eólico El Toqui - Parque eólico El Totoral - Parque eólico La Esperanza - Parque eólico Las Peñas | - Parque eólico Lebu - Parque eólico Los Buenos Aires - Parque eólico de Monte Redondo - Parque eólico Negrete - Parque eólico Punta Colorada - Parque eólico San Juan - Parque eólico Talinay - Parque eólico Valle de los Vientos |

#### Perú
En 2021 Perú tiene instalado una potencia de energía eólica de 409 MW, siendo el departamento de Ica con más potencia instalada con 42 aerogeneradores y con una capacidad instalada de 132 MW. Actualmente cuenta con cinco parques eólicos operativos y dos en proyecto que serán instaladas en el departamento de Cajamarca, siendo esta última las primeras en implementarse en la sierra peruana.
- Parque Eólico Marcona  o Parque eólico Wayra I
- Parque eólico Tres Hermanas
- Parque Eólico Cupisnique
- Parque eólico Talara
- PARQUE EOLICO PUNTA LOMITAS

#### México
A finales de 2021, México contaba con una capacidad instalada de 7.154MW, un 6,4% de la producción energética total del país. 
En 1994 entró en funcionamiento el primer parque eólico del país, La Venta, ubicado en el istmo de Tehuantepec y con una capacidad, por aquel entonces, de 1,125 MW.
En México se encuentra el parque eólico más grande de Latinoamérica, situado en el istmo de Tehuantepec en un pueblo llamado La Ventosa, fue construido por la compañía de cementos mexicanos Cemex, contó con el apoyo de la Comisión Federal de Electricidad (CFE). El parque lleva el nombre de Eurus.
El 14 de marzo de 2012, se inauguró con 16 aerogeneradores, El Parque Eólico Arriaga, el primero de su tipo en el estado de Chiapas.

#### República Dominicana
El Parque Eólico Los Cocos, construido en la comunidad de Juancho, Pedernales es el primero del país con una capacidad inicial de 25MW, provenientes de 14 aerogeneradores. En la actualidad el parque cuenta con una capacidad de más de 70MW 
Otros dos proyectos de energía eólica, uno en Baní (zona centro-sur) de 34 MW, y otro en Montecristi (noreste) de 50 MW, que se prevé que funcionen ,  que resultarán en 168 MW derivados de energía eólica.

#### Ecuador
En Ecuador, la energía hídrica es la más usada, pero en Loja y en Galápagos principalmente esta tecnología combina la europea Onshore y la americana AG 4.0 las cuales se hallan ubicadas en tres parques eólicos en Loja (Villonaco), Galápagos (Isla San Cristóbal (Cerro Tropezón) e Isla Baltra).

#### Venezuela

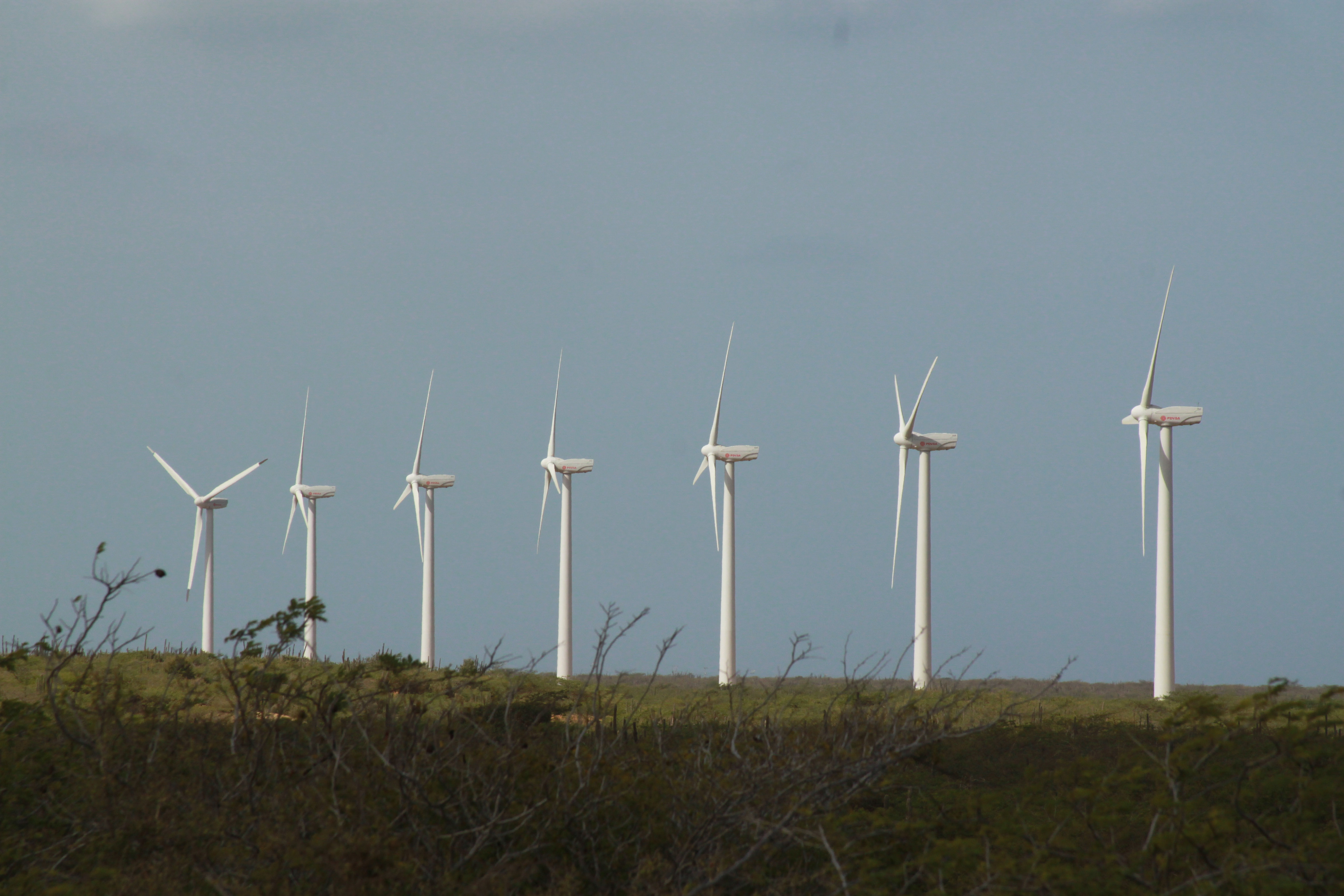
Generadores eólicos en la Península de Paraguaná, Venezuela.

- Parque eólico Paraguaná
- Parque eólico La Guajira

#### Estados Unidos

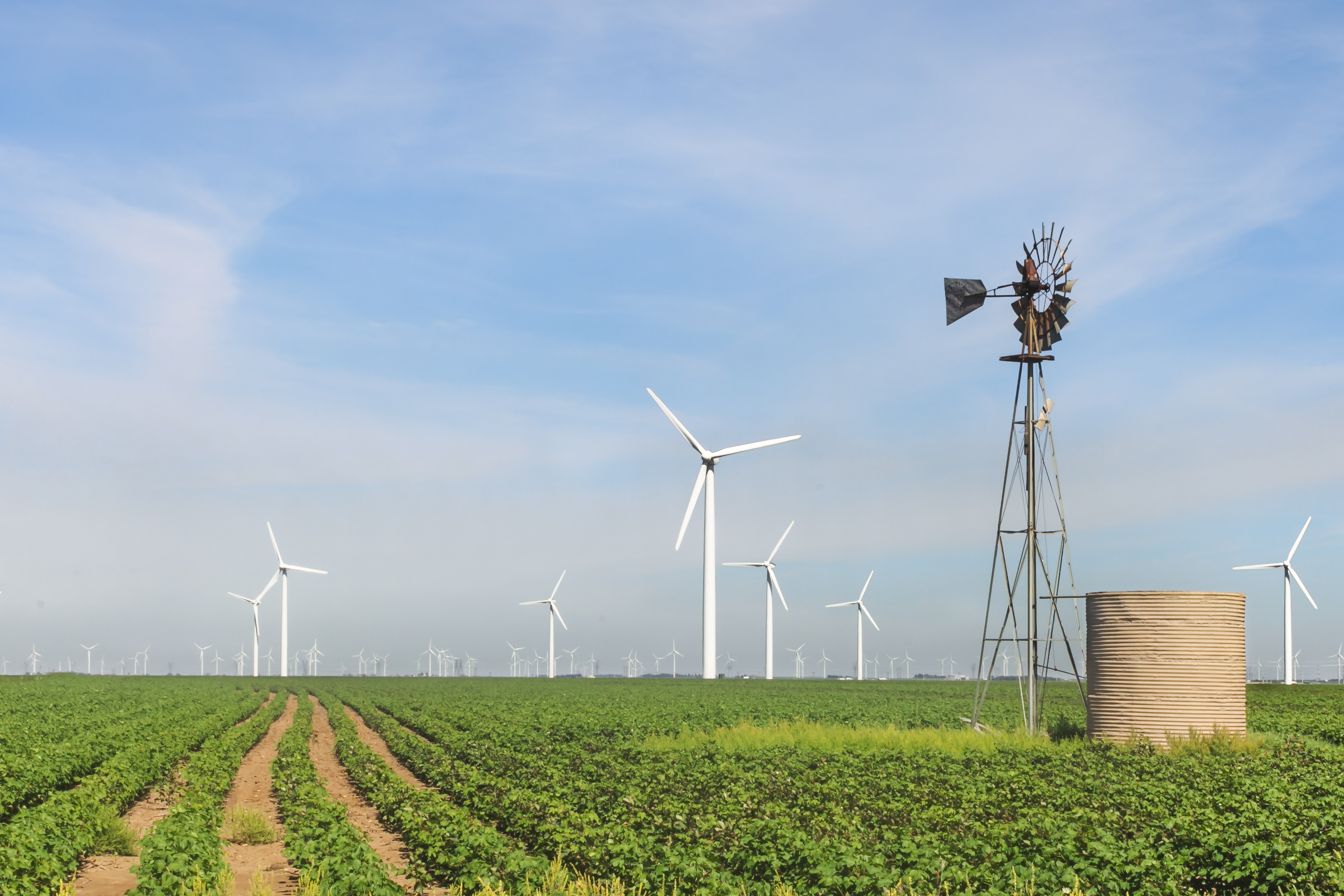
Roscoe Wind Farm in West Texas

En Estados Unidos se encuentran algunos de los parques eólicos más grandes del mundo.
- Parque eólico Spring Valley
- Big Horn
- Parque eólico Tehachapi Pass
- Parque Eólico de Peñascal

#### Uruguay
El Programa de Energía Eólica en Uruguay se creó en 2007 y tuvo como objetivo crear las condiciones interinstitucionales para incentivar la inserción de la energía eólica en el país y contribuir a la reducción de emisión de gases de efecto invernadero. El programa, finalizado en 2013, abarcó regulación y procedimientos, información y evaluación del recurso eólico, aspectos medioambientales, tecnológicos y financieros entre otros. Asimismo, el programa proponía el desarrollo de las capacidades técnicas en el país, tanto a nivel de gubernamental como de desarrolladores privados, como potenciales proveedores de la industria eólica. Las metas establecidas en la Política Energética 2005-2030 inicialmente incluía la incorporación de 300 MW de energía eólica para 2015; luego de revisadas se amplió con el objetivo de instalar 1200 MW para 2015.
El país contaba, en 2016, con 25 parques eólicos que en total generaban 865 MW, cuatro de los cuales eran operados por la empresa estatal UTE y los restantes, por operadores privados. Uruguay es el país con mayor proporción de electricidad generada a partir de energía eólica en América Latina y uno de los principales en términos relativos a nivel mundial.
En 2022, el 32 % de la energía generada en Uruguay provenía de sus parques eólicos.